# David Suazo
David Suazo (ur. 5 listopada 1979 roku w San Pedro Sula) – honduraski piłkarz występujący na pozycji napastnika.

## Kariera klubowa
Pierwszym klubem w karierze Davida Suazo była Olimpia Tegucigalpa. W drużynie z Hondurasu piłkarz grał przez pół roku, rozegrał 10 meczów, w których zdobył 4 gole.
Latem 1999 roku Suazo został wypatrzony przez włoskich skautów i trafił do Cagliari Calcio. W pierwszym sezonie pobytu na włoskich boiskach rozegrał 13 pojedynków ligowych, w których strzelił tylko 1 bramkę. Debiut w Serie A zanotował 23 stycznia 2000 roku w zremisowanym 0:0 meczu przeciwko S.S. Lazio. Cagliari spadło do drugiej ligi, w której w sezonie 2000/2001 honduraski zawodnik zdobył 12 goli w 33 występach. Podczas rozgrywek 2003/2004 Suazo strzelił 19 bramek w 44 spotkaniach, a Cagliari awansowało do pierwszej ligi. Pozyskaniem piłkarza z Hondurasu zaczęło się interesować wiele włoskich drużyn, między innymi AC Milan i AS Roma. Mimo wielu ofert, które napłynęły latem 2006 roku, Suazo zdecydował się jednak pozostać w Cagliari.
Przed letnim okienkiem transferowym w 2007 roku gracz znów znalazł się w kręgu zainteresowań wielu innych zespołów. Gdy było już niemal pewne, że zostanie on zawodnikiem Interu Mediolan, Cagliari porozumiało się z AC Milan i Suazo został zawodnikiem "Rossonerich". Inter Mediolan złożył protest, a sam Suazo nie chciał podpisać kontraktu z Milanem. Ostatecznie wychowanek Club Deportivo Olimpia wybrał transfer do Interu i podpisał kontrakt z ekipą "Nerazzurrich". Działacze Interu zapłacili za niego 14 milionów euro. W debiutanckim sezonie w nowym klubie w 27 meczach Serie A strzelił 8 bramek i razem z drużyną zdobył mistrzostwo kraju.
28 sierpnia 2008 roku Suazo na jeden sezon został wypożyczony do Benfiki Lizbona. W Liga Sagres zadebiutował 26 października w wygranym 2:1 spotkaniu z Naval. Łącznie w 12 występach zdobył 4 gole, po czym powrócił do Interu. W Mediolanie wciąż pełnił jednak rolę rezerwowego, a w podstawowym składzie najczęściej grali Diego Milito, Samuel Eto’o i Mario Balotelli.
Pod koniec grudnia 2009 roku Suazo uzgodnił warunki półrocznego wypożyczenia do Genoi. Po sezonie powrócił do Interu.
Latem 2011 roku został sprzedany do Catanii.

## Kariera reprezentacyjna
W reprezentacji Hondurasu Suazo zadebiutował w 1999 roku i od tego czasu stał się jej podstawowym zawodnikiem. Strzelił między innymi 2 gole w meczu z Antylami Holenderskimi w ramach eliminacji do Mistrzostw Świata 2006 oraz 2 bramki w spotkaniu przeciwko Portoryko w ramach eliminacji do Mistrzostw Świata 2010.